# Dănuț Culețu
Dănuț Culețu (n. 16 septembrie 1955, Constanța, România) este un economist și om politic român, deputat ales în legislatura 2012-2016.

## Biografie

### Viață timpurie
Dănuț Culețu s-a născut în anul 1955, în Constanța. În 1974, a absolvit Colegiul Mircea cel Bătrân. Între 1979 și 1987 a fost economist în Cooperația de Consum. Între 1987 și 1991 a fost ofițer de cont la Banca de Investiții Constanța. După 1994, a lucrat în domeniul bancar, fiind managerul sucursalelor din Constanța ale mai multor bănci, ca BRD (1995-1998) și ING (1998-2005) și director la Elcomex Grup (2009-2010) și Marfin Bank România (2010). În 2010, a devenit campion internațional la tenis.

### Viață politică
În 1990, s-a înscris în Partidul Național Liberal (PNL). În 1991, a fost ales președinte al PNL Constanța, funcție pe care a deținut-o până în 1993. În perioada 1993-2005 a fost vice-președinte al PNL Constanța. În 2005, a fost numit prefect al Constanței, de către prim-ministrul liberal, Călin Popescu-Tăriceanu. A deținut această funcție până în 2009, perioada în care a realizat mai multe lucruri. În 2010, a demisionat din PNL, motivând rezultatul alegerilor filialei din Constanța. În 2012, s-a înscris în organizația non-guvernamentală, condusă de Mihai Răzvan Ungureanu, numită Inițiativa Civică de Centru-Dreapta (ICCD). Mai apoi, s-a înscris și în Forța Civică, vehiculul electoral al ICCD la alegerile parlamentare din 2012. După un timp, a fost ales președinte al Forței Civice Constanța. El a susținut filiala județeană a Alianței România Dreaptă (ARD), coaliția electorală dintre PDL, FC și PNȚCD.
La alegerile parlamentare din 9 decembrie 2012, Dănuț Culețu a fost ales deputat, candidând din partea ARD în colegiul nr. 9 al județului Constanța, colegiu aflat în întregime în orașul Constanța. Din aprilie 2013, este vice-președintele Forței Civice, în Biroul Permanent Național. În 2014, Dănuț Culețu a demisionat din Forța Civică și  a devenit membru PNL din februarie 2015. În cadrul activității sale parlamentar, Dănuț Culețu  a fost membru în grupurile parlamentare de prietenie cu Republica Letonia, Republica Bulgaria și Republica Finlanda. Dănuț Culețu a inițiat 51 de propuneri legislative din care 3 au fost promulgate legi.

## Controverse
Pe 6 ianuarie 2015 Dănuț Culețu a fost trimis în judecată de DNA pentru abuz în serviciu.
Pe 25 august 2021 Curtea de Apel Constanța l-a achitat definitiv pe Culețu în acest dosar.